# 25088 Yoshimura
25088 Yoshimura è un asteroide della fascia principale. Scoperto nel 1998, presenta un'orbita caratterizzata da un semiasse maggiore pari a 2,5883219 UA e da un'eccentricità di 0,1079212, inclinata di 2,81433° rispetto all'eclittica.